# سانشو الرابع ملك نافارا
سانشو غارسيث الرابع (1039-1040 - 4 يونيو 1076)،  والمعروف بـ سانشو بنيالين (الإسبانية:el de Peñalén) أو سانشو الكريم (النبيل) (الإسبانية:el Noble)، هو ملك نافارا من 1054-1076.
كان سانشو الأبن البكر لـ غارسيا سانشيز الثالث ملك نافارا وزوجته إستيفانيا، قتل غارسيا في معركة أتابويركا في 1 سبتمبر 1054 خلال حرب مع مملكة ليون، أٌعلن سانشو الذي كان آنذاك في أربعة عشر عاماً من العمر ملكاً من قبل الجيش في المخيم من ميدان المعركة بموافقة ملك ليون فرناندو الأول الذي هو عمه،  خدمت الأم سانشو باعتبارها الوصية له حتى وفاتها في 25 مايو 1058 كانت وفية لسياسات زوجها، حيث أنها استمرت في تقديم الدعم دير سانتا ماريا لا ريال من ناخيرا .
في 29 ديسمبر 1062 وقع سانشو وفرناندو على معاهدة تحدد الحدود بينهما، وقد اعترف بـ فرناندو ملكاً على كامل قشتالة، وبمقابل اعترف بـ السلطة سانشو على لا ريوخا ، ألافا و بسكاي، غيبوسكوا. 
وأيضا كـ ملك تلقى سانشو الدعم من عمه الآخر راميرو الأول ملك أراغون بالامتنان له لـ صداقته، والإخلاص له، ومساعدته ومجلسه"، وقدم سانشو لـ راميرو الأراضي ليردا وأوندويس قلعة سانغويسا، وابتداء من عام 1060، كما ضغط سانشو على المقتدر ، حاكم سرقسطة مما فرض عليه دفع الجزية سنوية. 
من عام 1065 أصبح في صراع مع قشتالة، التي كانت من نصيب سانشو الثاني الشجاع، حتى أصبحوا في معركة معركة سانشوات الثلاثة (1067-1068) قبل سنوات، وكان والد سانشو غارسيا الثالث الذي تمكن من الاحتفاظ سلسلة من الأراضي الحدودية، بما في ذلك بويريبا و لا ريوخا التي أعطيت له من قبل فرناندو والد سانشو الشجاع، سعى سانشو الشجاع لاستعادة هذه الأراضي لمملكته، بحيث وجه سانشو غزواً من قبل ابن عمه القشتالي سانشو الشجاع، طلب سانشو المساعدة من ابن عمه الآخر سانشو الأول ملك أراغون ولكن قواتهم هزموا من قبل سانشو الشجاع التي كانت بقيادة إل سيد، وبذلك فقد سانشو بويريبا و لا ريوخا و ألافا إلى سانشو الشجاع.
تم اغتياله في بنيالين من هنا جاء لقبه، من خلال مؤامرة قادها شقيقه رامون الذي لقب بـ قاتل الأخ وشقيقته إرميسيندا من خلال مطاردته، اضطر سانشو من الهاوية التي فعلها إخوته على اغتياله، بحيث تعرضت نافارا للغزو وتقسيم في نهاية المطاف بين سانشو راميريث وابن عم ثالث وألفونسو السادس ملك قشتالة أبن عم أخر الذي لاريوخا، وسانشو راميريث أعلن ملكاً في بنبلونة عاصمة نافارا.

## الذرية
كان متزوج في عام 1068 من الفرنسية بلاسينسيا  وكان لديهم ابنان:- 
- غارسيا.
- غارسيا سانشيز - الذي توفي في طليطلة بعد 1092 بحيث شردهم سانشو الأول من أراغون بدعم من طبقة نبلاء في نافارا الذين لا يريدون أن يكون الملك طفلاً.

من جارية اسمه خيمينا،  أنجب أبنين:-
- ريموند لورد إسكويروز.
- أوراكا.[7]